# Grand Prix de Grande-Bretagne de Champ Car
Le Grand Prix de Grande-Bretagne de Champ Car était une manche du championnat CART (nommé ensuite Champ Car). Les deux premières courses de 1978, sous l'égide de USAC, se déroulèrent pour la première à Silverstone et à Brands Hatch pour la deuxième. Ensuite, en 2001 et 2002, une course fut organisée sur l'ovale de Rockingham. Enfin, en 2003, une course eut à nouveau lieu à Brands Hatch.

## Noms officiels
Les différents noms officiels du Grand Prix automobile de Grande-Bretagne au fil des éditions :
- 1978 : Daily Mail Indy Trophy
- 1978 : Daily Empress Indy Silverstone
- 2001 : Rockingham 500K
- 2002 : Sure for Men Rockingham 500K
- 2003 : London Champ Car Trophy

## Palmarès
| Année     | Vainqueur          | Voiture            | Championnat            | Circuit       | Résultats     |
| --------- | ------------------ | ------------------ | ---------------------- | ------------- | ------------- |
| 1978      | A. J. Foyt         | Coyote-Ford        | USAC Championship Cars | Silverstone   | Résultats     |
| 1978      | Rick Mears         | Penske-Cosworth    | USAC Championship Cars | Brands Hatch  | Résultats     |
| 1979-2000 | Pas de course      | Pas de course      | Pas de course          | Pas de course | Pas de course |
| 2001      | Gil de Ferran      | Reynard-Honda      | CART World Series      | Rockingham    | Résultats     |
| 2002      | Dario Franchitti   | Lola-Honda         | CART World Series      | Rockingham    | Résultats     |
| 2003      | Sébastien Bourdais | Lola-Ford-Cosworth | CART World Series      | Brands Hatch  | Résultats     |